# Lauxania vitripennis
Lauxania vitripennis är en tvåvingeart som beskrevs av Shatalkin 1993. Lauxania vitripennis ingår i släktet Lauxania och familjen lövflugor. Inga underarter finns listade i Catalogue of Life.